# Pulo Padang
Pulo Padang is een bestuurslaag in het regentschap Labuhan Batu van de provincie Noord-Sumatra, Indonesië. Pulo Padang telt 8032 inwoners (volkstelling 2010).